# Crambus lacteella
Crambus lacteella là một loài bướm đêm trong họ Crambidae.